# Архиепархия Никосии
Архиепархия Никосии (лат. Archidioecesis Nicosiensis) — упразднённая и в настоящее время титулярная архиепархия Римско-Католической церкви с юрисдикцией на острове Кипр.

## История
После того как Кипр был завоеван армией английского короля-крестоносца Ричарда Львиное Сердце и перешёл под власть католической французской династии де Лузиньянов, на острове с одобрения папы Целестина III были учреждены кипрская архиепархия латинского обряда с центром в Левкосии (Никосии) и три подчинённые ей епархии в Лимасоле, Пафосе и Фамагусте. Инициатором создания архиепархии был второй король Кипра Амори I де Лузиньян (1194—1205), который отправил в Рим для решения этого вопроса своего канцлера архидьякона Алена. 3 января 1197 года Ален был облачён в мантию первого католического архиепископа Кипра.
В период епископата следующего архиепископа Никосии Тьерри (ок. 1206—1211) Иерусалимский латинский патриархат предпринял неудачную попытку включить архиепархию Никосии в свою юрисдикцию. При архиепископе Тьерри в 1209 году началось строительство готического никосийского собора Святой Софии, завершившееся лишь в 1325 году.
Распространение католического влияния и попытки архиепископа Никосии полностью подчинить Кипр своему духовно-политическому влиянию встретили упорное сопротивление традиционной для киприотов Кипрской православной церкви, что неоднократно приводило к межконфессиональным конфликтам. Архиепископ Никосии с переменным успехом пытался поставить под свой контроль избрание православных митрополитов и даже игуменов православных монастырей. Большинство имущества православной церкви было конфисковано католической церковью, а православные архиереи были обложены специальным налогом в пользу архиепархии Никосии. Несколько православных архиепископов Кипра (Исаия, Неофит) были изгнаны с острова. Несмотря на это, православное духовенство упорно отказывалось подчиняться католическому архиепископу. В 1231 году тринадцать православных монахов Кантарского монастыря осудили политику католических иерархов на Кипре, вследствие чего были заключены в темницу, а затем сожжены на костре.
В 1260 году папа римский Александр IV издал буллу, в соответствии с которой количество православных митрополий на Кипре было сокращено с четырнадцати до четырёх, должности православного архиепископа Кипра была упразднена, а передвижение православных архиереев было ограничено.
В период Великого западного раскола (1378—1417) архиепископ Никосии признавал авиньонского папу, а не римского.
Католическое господство на Кипре завершилась в 1571 году с завоеванием острова Османской империей. Большинство католического духовенства было уничтожено турками либо бежало с Кипра. Католические храмы и монастыри были разграблены и превращены в мечети (как, например, собора Святой Софии и собор Святого Николая) либо переданы возрождённой Кипрской православной церкви (как, например, аббатство Беллапаис). Последний архиепископ Никосии Филиппо Мочениго смог избежать гибели только потому, что во времена османского завоевания находился в Риме. Он умер в 1586 году в Италии.

## Ординарии архиепархии
- Ален (13 декабря 1196 — после 1 февраля 1202)
- Тьерри (после 28 января 1206 — 1210 / 1211)
- Дюран (30 декабря 1211 — ?)
- Альберт
- Осторж де Монтегю[3] (до 23 июля 1217 — 28 апреля 1250)
- Уго ди Фаджано ди Пиза (августинец) (23 декабря 1250 — 1260 или 1251—1261[3])
- Джованни Колонна (упоминается в 1262)
- Эгидио (20 сентября 1267 — ?)
- Жан д'Ангулем (упоминается 29 сентября 1268)
- Бертранд Бернарди (до октября 1270 — после 1273)
- Жерар де Лангр (1274—?)[3]
- Ранульф (30 июля 1278—1286)
- Анри де Жибеле (1286—1286)
- Гвидо ди Новавилла (1286—?)
- Джованни д'Анкона (30 октября 1288 — 4 марта 1296)
- Жерар де Лангр (24 апреля 1295 — 15 августа 1303)
  - Анри де Жибеле (15 августа 1303 — ?) (апостольский администратор)
  - Томмазо де Муро (8 января 1306 — ?) (апостольский администратор)
  - Пьер Эрлан (8 мая 1308 — ?) (апостольский администратор)
  - Пьер де Бри (до 4 января 1311 — ?) (апостольский администратор)
- Джованни деи Конти ди Поли[итал.][3] (10 мая 1312 — 1 августа 1332)
- Эли де Набиналь[итал.][3](16 ноября 1332 — 12 июля 1342)